# Meenakshi Jain
Meenakshi Jain ist eine indische Politikwissenschaftlerin und Historikerin.

## Leben
Meenakshi Jain ist die Tochter des Journalisten Girilal Jain. Sie erhielt ihren Ph.D. in Politikwissenschaft an der University of Delhi. Ihre Diplomarbeit über die soziale Basis und die Beziehungen zwischen Kaste und Politik wurde 1991 publiziert. Sie arbeitete als Fellow an der Nehru Memorial Museum and Library. Derzeit ist sie als Associate Professor für Geschichte am Gargi College der University of Delhi angeschlossen.
Ihr 2013 erschienenes Buch, Rama and Ayodhya, ist eine Studie über den Tempel-Moschee-Konflikt von Ayodhya.
Im Dezember 2014 wurde sie als Mitglied des Indian Council of Historical Research nominiert.

## Werke
- Congress Party, 1967-77: Role of Caste in Indian Politics (Vikas, 1991), ISBN 0-7069-5319-3.
- Medieval India: A Textbook for Class XI (NCERT, 2002), ISBN 81-7450-171-1.
- Rajah-Moonje Pact: Documents On A Forgotten Chapter Of Indian History (with Devendra Svarupa, Low Price Publishers, 2007), ISBN 81-8454-078-7.
- Parallel Pathways: Essays on Hindu-Muslim Relations, 1707-1857 (Konark Publishers, 2010), ISBN 978-81-220-0783-1.
- The India They Saw (co-edited with Sandhya Jain, 4 Volumes, Prabhat Prakashan), ISBN 81-8430-106-5, ISBN 81-8430-107-3, ISBN 81-8430-108-1, ISBN 81-8430-109-X.
- Rama and Ayodhya (Aryan Books International, 2013), ISBN 81-7305-451-7.
- „Congress 1967: Strategies of Mobilisation in D. A. Low“ in The Indian National Congress Centenary Hindsights, 1988.
- „Backward Castes and Social Change in U. P. and Bihar“
- "Power Equations in Eighteenth and Early Nineteenth Century India: the Empirical Backdrop to Nationalism, International Forum for India’s Heritage, 2003.